# Valerij Brumel
Valerij Nikolajevitj Brumel (ryska: Валерий Николаевич Брумель), född 14 april 1942, död 26 januari 2003, var en sovjetisk friidrottare (höjdhoppare).
Brumel förbättrade mellan åren 1961 och 1963 världsrekordet i höjdhopp totalt sex gånger. Detta är fler gånger än någon annan manlig höjdhoppare. Som bäst noterade Brumel 2,28 i Moskva den 21 juli 1963. Detta rekord stod sig i nästan än åtta år då amerikanen Pat Matzdorf hoppade 2,29. Kinesen Ni Zhiqin hoppade 2,29 redan 1970, men detta kom aldrig att officiellt godkännas som rekord, eftersom Kina vid denna tidpunkt ej var medlem av IAAF, det internationella friidrottsförbundet.
Karriärens meritmässiga höjdpunkt kom vid OS i Tokyo 1964, då Brumel vann höjdhoppstävlingen på 2,18, samma höjd som silver- och bronsmedaljörerna, amerikanerna  John Thomas och John Rambo.
Efter en motorcykelolycka 1965 var idrottskarriären i praktiken över, men efter tre år med konvalescens och totalt 29 operationer kunde Brumel ändå hoppa 2,06 1970.
Under åren 1960–1965 förlorade Brumel endast fyra höjdhoppstävlingar. Inte vid någon av dessa hoppade någon motståndare högre än han, utan vann då på färre rivningar.